# Dio (musikalbum)
Dio är det åttonde studioalbumet av det norska heavy metal-bandet Jorn och gavs ut 2010 av skivbolaget Frontiers Records. Albumet spelades in som en hyllning till nyss avlidne Ronnie James Dio och består (förutom öppningsspåret) av cover-versioner av låter av musikgrupperna Dio, Black Sabbath och Rainbow.

## Låtlista
1. "Song for Ronnie James" (Jørn Lande) – 8:08
2. "Invisible" (Ronnie James Dio/Vinny Appice/Vivian Campbell) – 5:23
3. "Shame on the Night" (Dio/Appice/Campbell/Jimmy Bain) – 5:21
4. "Push" (Dio/Bain/Doug Aldrich) – 4:00
5. "Stand Up and Shout" (Dio/Bain) – 3:22
6. "Don't Talk to Strangers" (Dio) – 4:55
7. "Lord of the Last Day" (Dio/Craig Goldy) – 4:59
8. "Night People" (Dio/Goldy/Bain/Appice/Claude Schnell) – 4:24
9. "Sacred Heart" (Dio/Bain/Appice/Campbell) – 6:26
10. "Sunset Superman" (Dio/Bain/Appice/Schnell) – 6:28
11. "Lonely Is the Word" / "Letters from Earth" (2010-versionen) (Dio/Tony Iommi/Bill Ward/Geezer Butler & Dio/Iommi/Butler) – 5:27
12. "Kill the King" (Dio/Ritchie Blackmore/Cozy Powell) – 4:03
13. ""Straight Through the Heart (live)" (Dio/Bain) – 5:06

Original-album
- Spår 2, 3, 5, 6 och 13 är från Dio-albumet Holy Diver
- Spår 4 är från Dio-albumet Killing the Dragon
- Spår 7 är från Dio-albumet Magica
- Spår 8 och 10 är från Dio-albumet Dream Evil
- Spår 9 är från Dio-albumet Sacred Heart
- Spår 11 är från Black Sabbath-albumen Heaven and Hell och Dehumanizer
- Spår 12 är från Rainbow-albumet Long Live Rock 'n' Roll

## Medverkande
Musiker (Jorn-medlemmar)
- Jørn Lande – sång
- Igor Gianola – gitarr
- Willy Bendiksen – trummor
- Tore Moren – gitarr
- Tor Erik Myhre – gitarr
- Nic Angileri – basgitarr

Bidragande musiker
- Ronny Tegner – keyboard (spår 12)
- Espen Mjøen – basgitarr (spår 1, 11)
- Steinar Krokmo – basgitarr (spår 12)
- Stian Kristoffersen – trummor (spår 12)
- Jørn Viggo Lofstad – gitarr (spår 11, 13)
- Tommy Hansen – keyboard

Produktion
- Tommy Hansen – producent, ljudmix, mastering
- Espen Mjøen – ljudtekniker
- Lasse Jensen – ljudtekniker
- Gyula Havancsák – omslagsdesign, omslagskonst
- Cristel Brouwer – foto
- Jiří Rogl – foto